# Andreas Nordebäck
Andreas Thomas Alexander Nordebäck, född 12 mars 2004 i Solna, är en svensk konståkare.
Nordebäck tog SM-guld i konståkning 2022 och blev nordisk mästare 2024. 2025 kvalificerade han sig för tredje raka VM-finalen.